# Hermann Christian Hitzler

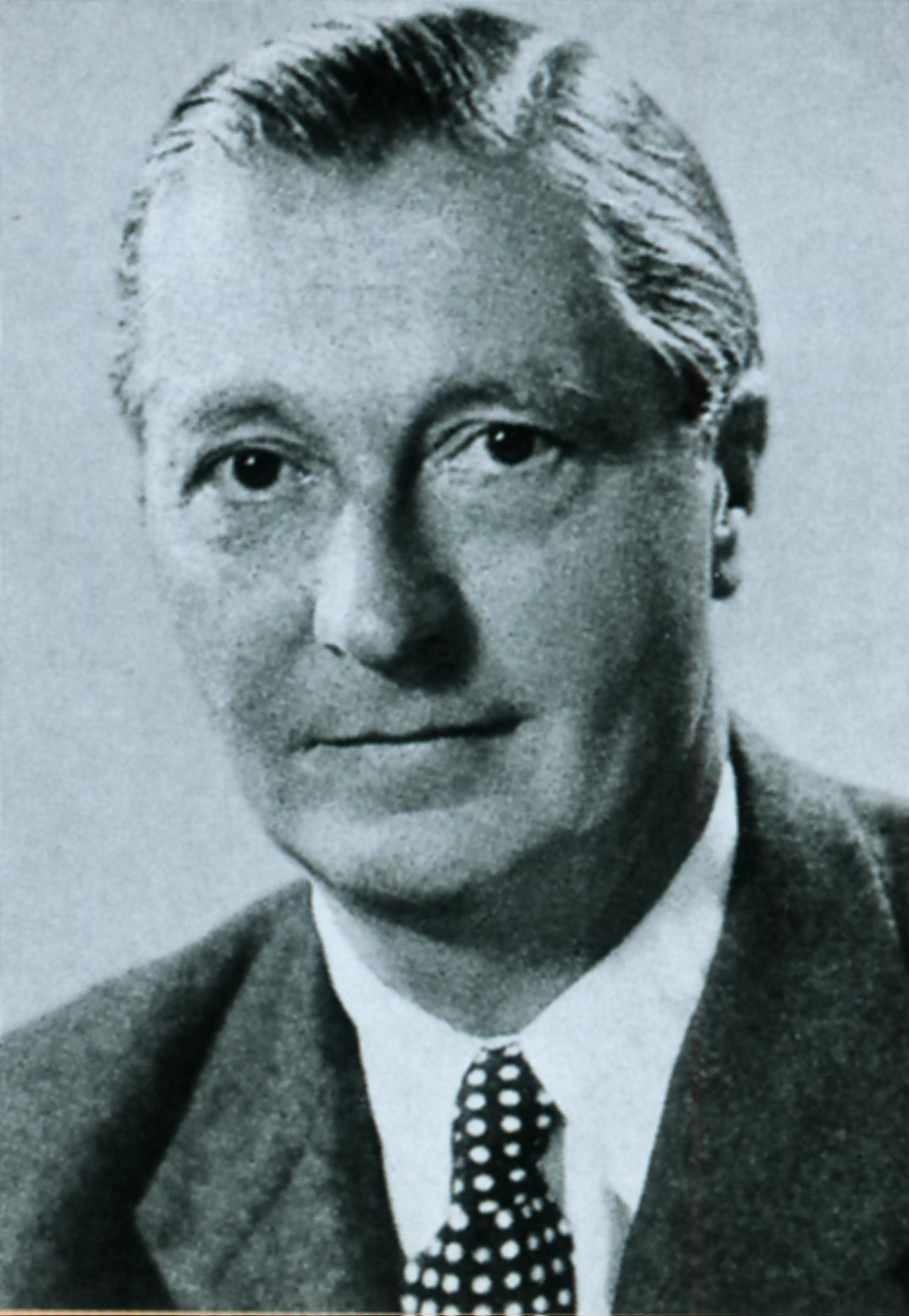
Hermann Hitzler

Hermann Hitzler (* 23. April 1899 in Schorndorf, Württemberg; † 2. Juni 1982 in Hamburg) war ein deutscher Manager.

## Werdegang
Hitzler studierte an der Universität Göttingen, wo er 1923 zum Dr. phil. promovierte. Er war Vorstandsvorsitzender der Hamburg-Mannheimer Versicherungs-AG von 1927 bis 1967 und der Hansa Lebensversicherungs-AG. Vorstandsvorsitzender der DKV Deutsche Krankenversicherung war er von 1932 bis 1933.
Die berufsständischen Interessen vertrat er als Mitglied des Präsidiums des Gesamtverbandes der Deutschen Versicherungswirtschaft.

## Ehrungen
- 1959: Ehrensenator der Universität Hamburg
- 1967: Großes Verdienstkreuz mit Stern der Bundesrepublik Deutschland

## Veröffentlichungen
- Stabile Versicherungen mittels invarianter Prämien (Dissertation), in Jahrbuch der Math.-naturwiss. Fakultät Göttingen (Hochschulschrift), Göttignen 1923